# Aldeaseca de la Frontera (kommun)
Aldeaseca de la Frontera är en kommun i Spanien.   Den ligger i provinsen Provincia de Salamanca och regionen Kastilien och Leon, i den centrala delen av landet, 140 km väster om huvudstaden Madrid. Antalet invånare är 312.